# 今、僕は
『今、僕は』（いま、ぼくは）は、2009年公開、竹馬靖具監督の日本映画。

## キャスト
- 鈴木悟：竹馬靖具
- 藤沢よしはる：藤沢よしはる
- 鈴木良美：弁（久藤今日子）
- 田中誠：志賀正人

## スタッフ
- 監督・脚本: 竹馬靖具
- 撮影: 宗田英立大
- アシスタントプロデューサー: 橋本大典
- 録音: 安田雄大
- 助監督: 留畑龍也
- スチール: 小林純一
- 主題歌：「囁く菫」新居昭乃
- 製作・配給: chiyuw

## ストーリー
母親と二人で暮らす二十歳の悟(竹馬靖具)は時折コンビニで買物をする以外ほぼ自室に引きこもっている。毎日を単調に過ごす日々のなか、突如、悟の元に母の知人であるという藤沢（藤沢よしはる）と名乗る男が現れる。藤沢は悟を連れ出し、自身の職場で働かせようとする。

## その他
- ニートの名称の発祥地、英国でも公開される。